# 试管刷

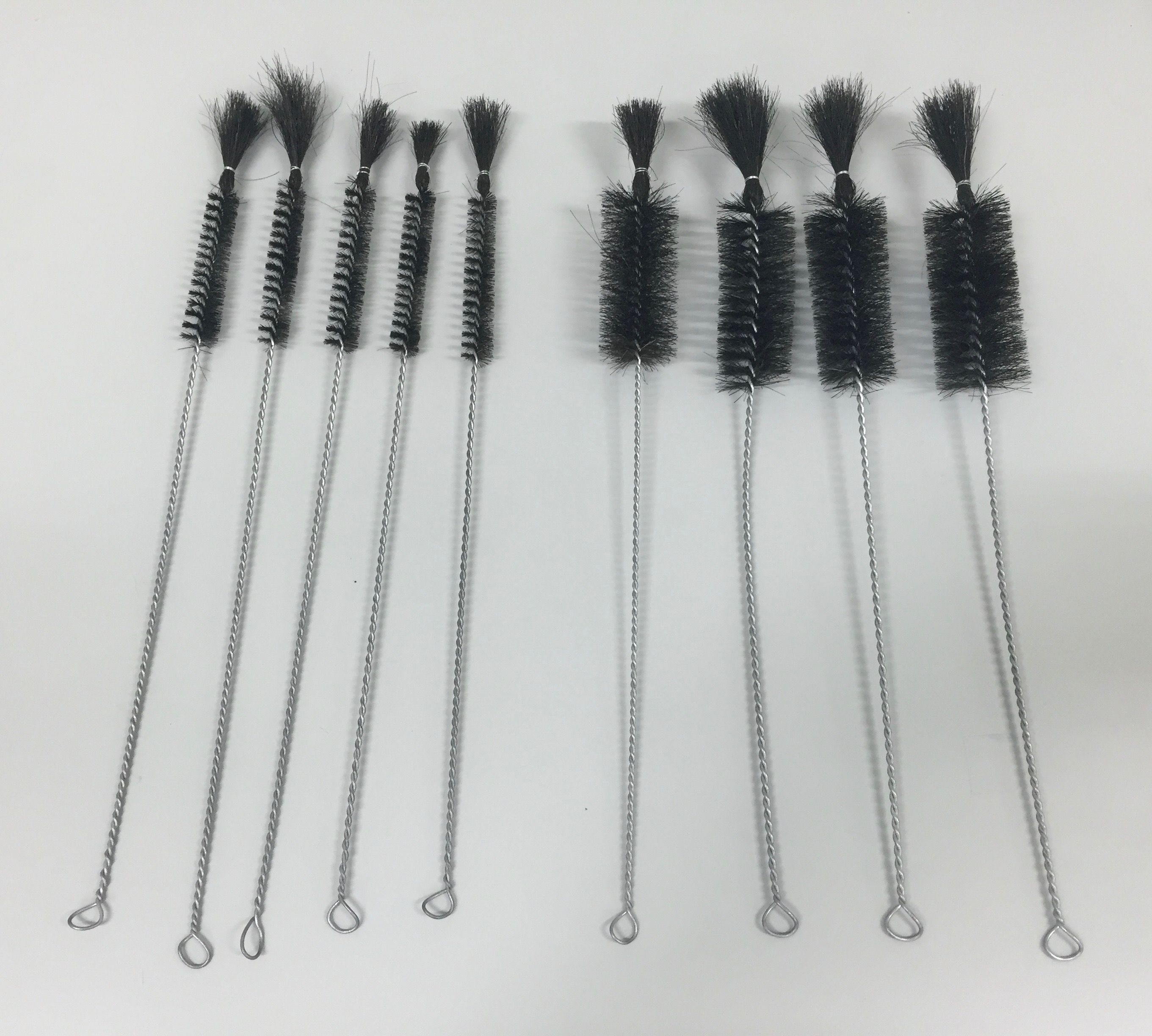
一排實驗室試管刷，刷毛直徑尺寸從左邊最小至右邊最大。

试管刷在实验室中主要用于清洗试管或瓶頸較窄的如量筒、滴定管、錐形瓶之類玻璃器皿等。其刷毛由尼龍、人造纖維、或是動物毛皮組成，並可為清潔不同的器具而製作不同直徑種類的刷頭；刷毛位在一個相當結實的金屬絲手柄前端，並一側則帶有一個可懸掛的環形末端。中間金屬絲手柄可由多種金屬製成，例如鋁、青銅、鈹、銅、黃銅等材質。經FDA級認證的試管刷主要設計用來耐酸及其它腐蝕性化學物質，包括芳香族和脂肪族烴、酮、乙酸乙酯和三氯乙烯等化學物質。

## 外形

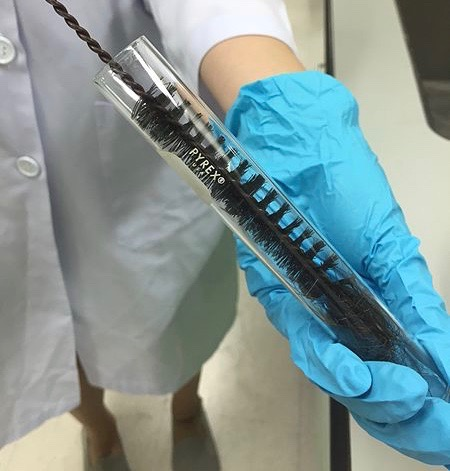
一個符合清洗試管的小尺寸試管刷。

试管刷的手柄由铁等金属制成，前端為有韧性的圆柱形毛刷，顶端带有一些突出的硬毛。為配合不同長度和直徑的试管，试管刷亦有不同大小；刷子本身的長度從10—2,000（0.39—78.74英寸）不等，直徑從從3—200（0.12—7.87英寸）不等。以下列出幾樣試管刷規格：
| 刷頭長度       | 刷頭直徑       | 全長          |
| -------------- | -------------- | ------------- |
| 75（3.0英寸）  | 12（0.5英寸）  | 150（6英寸）  |
| 90（3.5英寸）  | 20（0.8英寸）  | 230（9英寸）  |
| 100（4英寸）   | 35（13⁄8英寸） | 275（11英寸） |
| 140（5.5英寸） | 40（15⁄8英寸） | 300（12英寸） |

## 使用方法
在使用試管刷清洗時，将要清洗的试管湿润或灌入二分之一容积的蒸馏水，再将试管刷伸进内部，使顶端硬毛紧贴试管底部，然后上下抽动试管刷手柄清洗内壁的同时转动试管刷。清洗完毕后取出刷身，若内部的蒸馏水不再聚成水滴，也不成股流出，而能在试管壁上形成一层较为稳定的水膜，即为清理干净。随后将试管倒放在试管架上曬乾即可。

## 種類

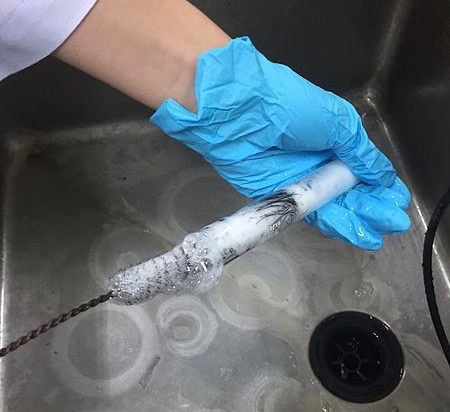
一名研究員在使用試管刷清潔試管。

試管刷主要是為清潔各種類型試管而設計的，因此被開發為能夠清潔玻璃器皿的各個角落。
| 頂端種類           | 描述                                                                                               |
| ------------------ | -------------------------------------------------------------------------------------------------- |
| 圓形放射狀式       | 頂端為圓形放射狀式簇絨刷毛可讓刷子邊緣呈現弧狀，清潔時可保護玻璃器皿接觸到金屬線手柄。             |
| 不銹鋼絲線放射狀式 | 類似於圓形放射狀式，但在清潔玻璃器皿方面更高效及耐用。                                             |
| 綑綁式             | 將尖端的刷毛綑綁在一起，方便於清潔試管及窄口瓶，同時能夠避免試管刷在通過頸口膨脹前會刮傷玻璃表面。 |
| 海綿式             | 柔軟的海綿尖端能夠膨脹及吸收液體，從而能更徹底地清潔試管並防止玻璃表面劃傷。                       |

### 巴布科克式
巴布科克試管刷是一種專門用於清潔瓶頸燒瓶的試管刷，其前端有一排特長的徑向刷毛，足夠靈活的刷頭可以深入各種實驗室玻璃器皿的狹窄瓶頸，並在腔室底部呈扇形展開以便能高效清潔。金屬絲手柄的中間部分另有一段短刷毛，可用於清潔燒瓶瓶頸處。

### 可調式
可調式試管刷帶有一圈堅硬、可彎曲的扭曲線芯，線芯環繞一圈使刷頭形成一個環型結構，並帶有白色尼龍刷毛。使用者可調整線芯來更改刷頭尺寸，進而讓試管刷可以清潔不同管徑的試管。以下為可調式試管刷規格資訊：
| 刷頭長度     | 刷頭直徑（最小） | 全長         |
| ------------ | ---------------- | ------------ |
| 7英寸（180） | 1英寸（25）      | 9英寸（230） |